# Literaturjahr 1760
Liste der Literaturjahre

◄◄ | 1756 | 1758 | 1759 | Literaturjahr 1760 | 1761 | 1762 | 1763 | 1764 | ► | ►►

Weitere Ereignisse
Dieser Artikel behandelt das Literaturjahr 1760.

## Ereignisse

### Ewald von Kleist
Ein Jahr nach dem Tod von Ewald Christian von Kleist wird in Berlin erstmals eine Gesamtausgabe seiner Werke herausgegeben. Herausgeber des zweibändigen Werkes ist ein langjähriger Freund Kleists, der Dichter und Philosoph Karl Wilhelm Ramler.

### Drama
- 26. Juni: Voltaires Komödie Das Kaffeehaus oder die Schottländerin wird uraufgeführt.
- 13. September: Voltaires Tragödie Tancrède wird uraufgeführt.

### Wissenschaftliche Werke

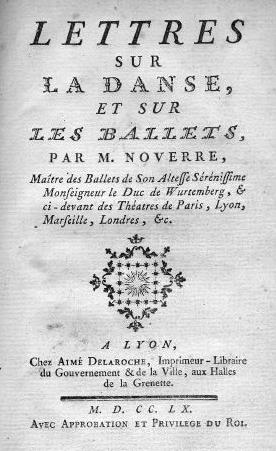
Lettres sur la danse et les ballets, Lyon 1760

Der französische Tänzer und Choreograph Jean Georges Noverre verfasst die theoretische Schrift Lettres sur la Danse et sur les Ballets (Briefe über die Tanzkunst), bis heute eine der bedeutendsten Schriften über das Ballett.
- Johann Joachim Winckelmann veröffentlicht in Florenz das Werk Description des pierres gravées de feu Baron de Stosch über die Sammlung antiker Gemmen und Gemmenabdrücke des 1757 gestorbenen Philipp von Stosch. Darin beschreibt er zahlreiche etruskische Kunstwerke wie den Stosch’schen Stein und den Etruskischen Skarabäus mit Tydeus.

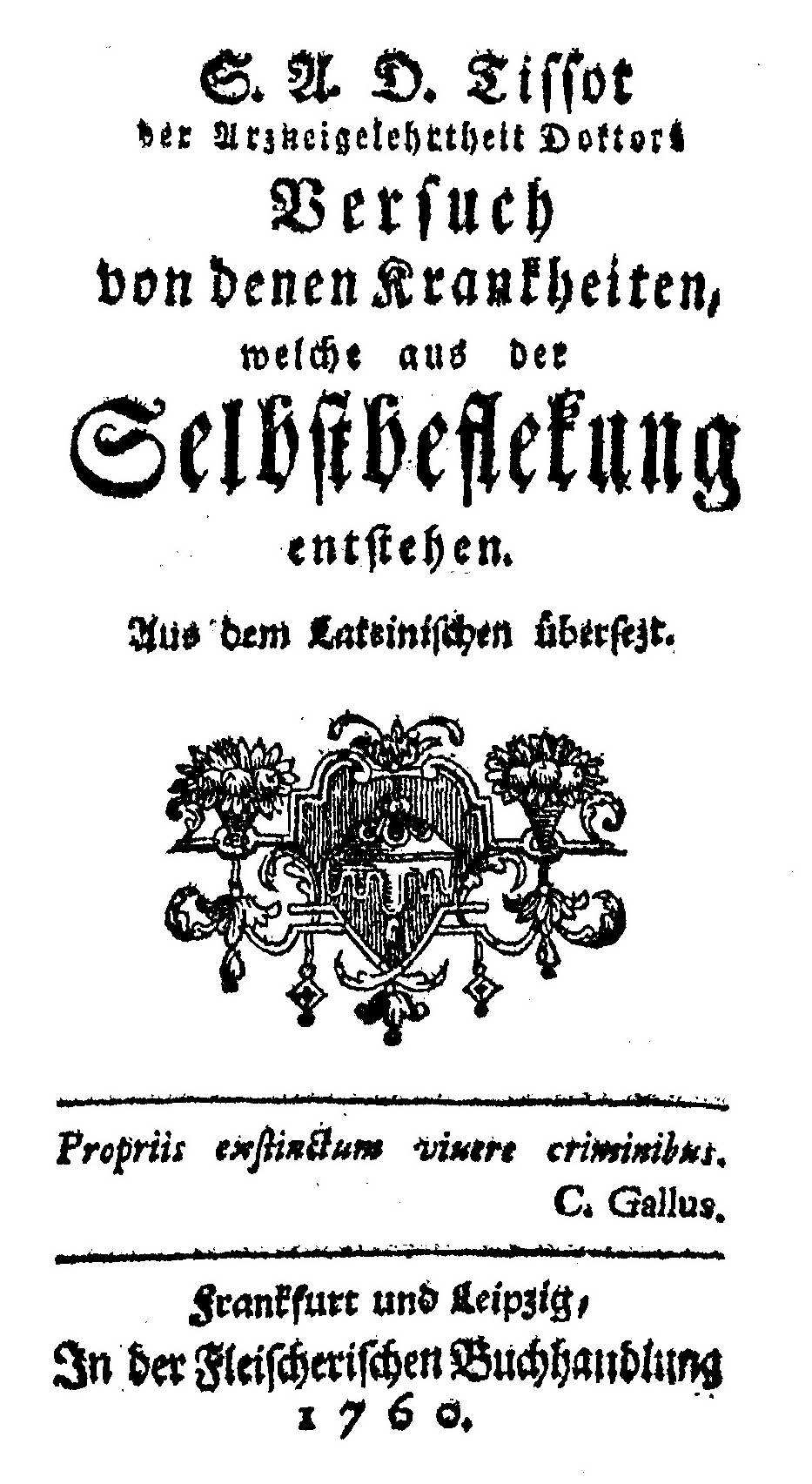
Titelblatt von Versuch von denen Krankheiten, welche aus der Selbstbeflekung entstehen

- Der Schweizer Arzt Simon-Auguste Tissot veröffentlicht das Werk L’Onanisme, in dem er postuliert, dass Selbstbefriedigung zu Krankheiten führe. Das Werk erlebt zahlreiche Auflagen und Übersetzungen.

## Geboren
- 30. Januar: Jonas Rein, norwegischer Dichter († 1821)
- 28. März: Georg Adlersparre, schwedischer General, Politiker und Schriftsteller († 1835)
- 14. April: Sigismund Friedrich Hermbstädt, deutscher Apotheker, Chemiker, technischer Schriftsteller († 1833)

- 10. Mai: Claude Joseph Rouget de Lisle, französischer Komponist, Dichter und Offizier († 1836)
- 10. Mai: Johann Peter Hebel, deutscher Dichter († 1826)
- 11. Mai: Ádam Pálóczi Horváth, ungarischer Schriftsteller, Volksliedsammler und Komponist († 1820)
- 14. November: Joachim Bernhard Nicolaus Hacker, deutscher Theologe, Poet und Schriftsteller († 1817)

## Gestorben
- 1. Mai: Christiana Mariana von Ziegler, sächsische Schriftstellerin (* 1695)
- 9. Mai: Nikolaus Ludwig von Zinzendorf, deutscher lutherisch-pietistischer Theologe und Dichter, Gründer der Herrnhuter Brüdergemeine (* 1700)
- 21. Mai: Anna Nitschmann, mährische Liederdichterin, Mitglied der Herrnhuter Brüdergemeine (* 1715)

- 12. August: Karl Gotthelf Müller, deutscher Rhetoriker, Dichter und lutherischer Theologe (* 1717)
- 16. September: Louis-Charles Fougeret de Monbron, französischer Literat und Schriftsteller (* 1706)

- 27. Oktober: Antonín Koniáš, böhmischer Jesuitenpriester, Missionar und religiöser Schriftsteller (* 1691)
- 30. Oktober: Christian Ludwig Liscow, deutscher Satiriker (* 1701)